# Amazonia: Live in the Jungle
Pour les articles homonymes, voir Amazonia.
Albums de Scorpions
Live at Wacken Open Air 2006 Live In 3D: Get Your Sting and Blackout
(2011)
Amazonia: Live in the Jungle est un DVD live du groupe de hard rock allemand Scorpions sorti le 20 novembre 2009 dont une partie des revenus sera reversée en faveur de la préservation de la forêt amazonienne.
Les 13 premiers morceaux ont été filmés lors de leur concert à Recife le 7 septembre 2008. Le 5 morceaux suivants ont été filmés à Manaus le 9 août 2007 lors d'un concert devant 40 000 fans. Le DVD se termine par une documentation du groupe qui avait accepté l'invitation de Greenpeace à participer à un vol de trois heures à travers la forêt tropicale dans le but de se rendre compte de sa destruction.

## Liste des pistes
1. Hour I
2. Coming Home
3. Bad Boys Running Wild
4. No Pain No Gain
5. Always Somewhere
6. Holiday
7. Dust in the Wind
8. Wind Of Change
9. 321
10. Blackout
11. Big City Nights
12. Still Loving You
13. Rock You Like a Hurricane
14. Hour I
15. Love 'em Or Leave 'em
16. Make It Real
17. Tease Me, Please Me
18. Humanity
19. Amazonia: Greenpeace Documentary

## Membres du groupe
- Klaus Meine (Chant, guitare rythmique)
- Rudolf Schenker (Guitare rythmique et soliste, guitare acoustique, chœurs)
- Matthias Jabs (Guitare soliste et rythmique, guitare acoustique, Voice box, chœurs)
- Pawel Maciwoda (Basse, chœurs)
- James Kottak (Batterie, chœurs)

Avec la participation de : Andreas Rudolf Kisser (Guitare), Mikael Mutti Ramos (Claviers, Percussion), André Reis de Jesus (Percussion), Elbermario Rodrigues Barbosa (Percussion), Ana Teresa Santos Oliveira (Chœurs), Flavia Barbosa Mendonca (Chœurs), Daniela Santos de Aguiar (Chœurs).